# Ludvig Brandstrup (billedhugger)
 Der er flere personer med dette navn, se Ludvig Brandstrup.
Ludvig Brandstrup (født 16. august 1861 i Tranekær, død 13. maj 1935 i København) var en dansk billedhugger, som specialiserede sig i portrætbuster, bl.a. af Karl Madsen, Carl og Ottilia Jacobsen, Nathalie Zahle og Georg Brandes. 
Han udførte endvidere monumenter, fx rytterstatuen af kong Christian IX i Esbjerg og i Slagelse samt søhelten Peter Buhl i Fredericia.
Ludvig Brandstrup var bror til arkitekten Christian Brandstrup og far til Ebbe Brandstrup.
Han var Ridder af Dannebrog og Dannebrogsmand.
Han er begravet på Vestre Kirkegård.